# Dimetil-szulfid
A dimetil-szulfid egy szerves kénvegyület, a legegyszerűbb tioéter. Vízben oldhatatlan, színtelen, a merkaptánoknál kevésbé bűzös, de kellemetlen szagú, illékony folyadék. Alkoholban, éterben oldódik.
Szerkezetében a dimetil-étertől (CH3OCH3) csak az oxigén helyén lévő kénatomban tér el. Molekulájában a C–S kötéstávolság 182 pm.
Előállíthatók alkáli-szulfidokból alkil-halogenidekkel. Alkálimerkaptidok alkilezésével is előállíthatók. 
Halogénekkel, sókkal, alkil-halogenidekkel különböző addíciós vegyületeket alkotnak.

## Természetes előfordulása
A természetben való előfordulása jellemzően a tengeri algákhoz és fitoplanktonokhoz köthető, amik anyagcseréjük során dimetilszulfoniopropionátból (DMSP, (CH3)2S+CH2CH2COO−) alakítják át. A tenger, óceán illata egyik jelentős összetevője. Dimetil-szulfid-termelő például az Isochrysidalesbe tartozó Gephyrocapsa huxleyi. Ehető növényekben is előfordul, vöröshagyma jellegzetes illatát és ízét is alkil-szulfidok adják.
Egyes lebontó baktériumok is előállítják, ami a csatornabűz keletkezéséhez hozzájárul.
A NASA 2023. szeptember 12-én  bejelentette, hogy a K2-18b exobolygó vizsgálata során kimutatták a dimetil-szulfid lehetséges jelenlétét, megjegyezve, hogy „a Földön ezt csak az élet termeli”.

## Tulajdonságai
A dimetil-szulfid erősen illékony és gyúlékony. Gyulladási hőmérséklete 205 °C. Szem- és bőrirritáló, lenyelve káros. Már rendkívül alacsony koncentrációban is kellemetlen szaga van. A földgáz „illatosítására” dietil-szulfidot is alkalmaznak.